# General Maynard
General Maynard est une ville brésilienne de l'est de l'État du Sergipe.

## Géographie
General Maynard se situe par une latitude de 10° 41' 20" sud et par une longitude de 36° 59' 02" ouest, à une altitude de 38 mètres.
Sa population était de 2 785 habitants au recensement de 2007. La municipalité s'étend sur 20 km2.
Elle fait partie de la microrégion du Baixo Cotinguiba, dans la mésorégion Est du Sergipe.